# 11149 Tateshina
11149 Tateshina este un asteroid din centura principală de asteroizi.

## Descriere
11149 Tateshina este un asteroid din centura principală de asteroizi. A fost descoperit pe 5 decembrie 1997 la Ōizumi de Takao Kobayashi. Asteroidul prezintă o orbită caracterizată de o semiaxă mare de 2,44 ua, o excentricitate de 0,06 și o înclinație de 5,0° în raport cu ecliptica.